# 밀양 노씨
밀양 노씨(密陽魯氏)는 경상남도 밀양시를 본관으로 하는 한국의 성씨이다.

## 기원
선계는 중국 전국시대 제(薺)나라 사람인 노중련(魯仲連)으로 전한다. 노중련의 손자 노계(魯啓)가 기자(箕子)와 함께 조선에 동래(東來)하였다고 한다.

## 역사
노형권(魯衡權)이 고려 공민왕(恭愍王) 때 공조 전서(工曹典書)를 지내고 홍건적을 토평하는 데 공을 세워 밀산군에 봉해졌다고 한다.

## 인구
- 1985년 423가구 1,925명
- 2000년 391가구 1,268명
- 2015년 777명

## 참고 자료
- “밀양노씨(密陽魯氏)”. 뿌리를 찾아서.[깨진 링크(과거 내용 찾기)]